# Euroazjatycka Wspólnota Gospodarcza
Euroazjatycka Wspólnota Gospodarcza, zwana także Euroazjatycką Unią Gospodarczą (ros. Евразийское экономическое сообщество, ЕврАзЭС) – w skrócie EaWG lub rzadziej EWG – organizacja skupiająca pięć państw należących do WNP związanych unią celną. EaWG została powołana 10 października 2000 w Astanie. W zamyśle strony rosyjskiej wspólnota ma się stać lokomotywą współpracy w obszarze WNP, a także „twardym jądrem” tejże organizacji. Za główny cel współpracy EaWG uznaje się stworzenie wspólnej przestrzeni ekonomicznej na obszarze postradzieckim.
W 1996 Białoruś, Kazachstan, Kirgistan i Federacja Rosyjska podpisały umowę o zacieśnieniu współpracy gospodarczej i współpracy w dziedzinie pomocy humanitarnej – Wspólnoty Zintegrowanych Państw, później tzw. związek celny. W 1998 dołączył Tadżykistan. W 2000 kraje te utworzyły Euroazjatycką Wspólnotę Gospodarczą. Organizacja ta ma osobowość prawną, była zarejestrowana w ONZ. Jest wzorowana na Unii Europejskiej. W 2003 otrzymała status obserwatora przy Zgromadzeniu Ogólnym ONZ.
10 października 2014 r. przywódcy państw członkowskich podpisali dokument o rozwiązaniu organizacji. Jej miejsce zajęła Euroazjatycka Unia Gospodarcza. Formalnie EaWG przestała istnieć z początkiem 2015 r.

## Państwa członkowskie
Członkowie:
- Białoruś
- Kazachstan
- Kirgistan
- Rosja
- Tadżykistan

Obserwatorzy (od maja 2002 r.):
- Armenia
- Mołdawia
- Ukraina

Byli członkowie:

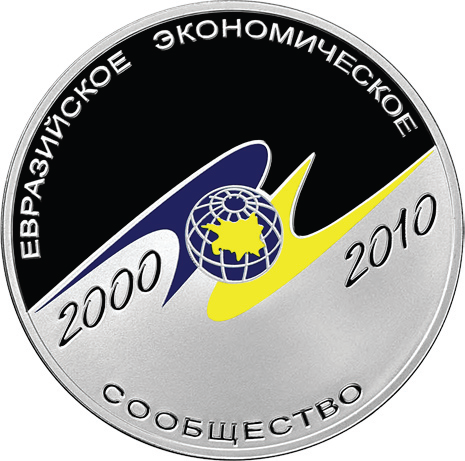

- Uzbekistan (od marca 2006 r. do października 2008 r.)[3]

## Cele współpracy
W sierpniu 2006 r. na spotkaniu prezydentów państw EaWG oraz premiera Ukrainy ustalono główne kierunki działań wspólnoty. Organizacja ma mieć już nie tylko znaczenie gospodarcze, ale także polityczne. Wszystkie państwa członkowskie jednomyślnie poparły projekt budowy wspólnego rynku energetycznego. Postanowiono również o założeniu unii celnej, początkowo jedynie w ramach Białorusi, Kazachstanu i Rosji, która później rozszerzyłaby się na inne kraje wspólnoty. Rosja wysunęła też koncepcję powołania Euroazjatyckiego Konsorcjum Wodno-Energetycznego ds. zaopatrzenia państw Azji Środkowej w wodę.
Nadrzędnym organem EaWG jest Rada Międzypaństwowa, której posiedzenia odbywają się raz do roku, poprzez spotkania szefów państw członkowskich. Sekretariaty wspólnoty znajdują się w dwóch miastach: w Moskwie i Astanie. W Mińsku powołano Sąd Wspólnoty, który ma rozstrzygać spory między krajami członkowskimi.
Rozważa się podjęcie współpracy między EaWG a Organizacją Układu o Bezpieczeństwie Zbiorowym, która jest organizacją wojskową na obszarze b. ZSRR.
Cele tej organizacji:
- doprowadzenie do unii celnej i wspólnej przestrzeni gospodarczej
- koordynacja działań państw wspólnoty przy dążeniach do integracji z gospodarką światową. Przystąpienie jako całości lub państw do WTO

## Główne zadania
- ukończenie kształtowania reżimu wolnego handlu – wspólna taryfa celna
- opracowanie wspólnego systemu regulacji pozataryfowych
- zapewnienie swobodnego przepływu kapitału
- ukształtowanie wspólnego rynku finansowego
- uzgodnienie zasad i warunków przejścia do wspólnej waluty na terenie tej wspólnoty
- ustanowienie wspólnych zasad handlu towarami i usługami i ich dostępu od rynków wewnętrznych wspólnoty
- powołanie ogólnego zunifikowanego systemu regulacji celnych
- opracowanie i realizacja międzypaństwowych programów
- ukształtowanie jednakowych warunków dla firm zajmujących się przedsiębiorczością lub działalnością produkcyjną na terenie wspólnoty
- ukształtowanie wspólnego rynku usług transportowych i wspólnego systemu transportowego
- ukształtowanie wspólnego rynku energetycznego oraz stworzenie jednakowych warunków dla inwestorów zagranicznych
- bierze się pod uwagę ułatwienia w przyznawaniu obywatelstwa obywatelom państw wspólnoty.
- harmonizacja systemu ustawodawstwa członków wspólnoty (obecnie najbardziej zbliżone są do siebie Białoruś i Rosja, a Kazachstan ma ok. 80% podobieństwa).

## Struktura Euroazjatyckiej Wspólnoty Gospodarczej
Euroazjatycka Wspólnota Gospodarcza ma bardzo przejrzystą strukturę:
1. Rada Międzypaństwowa – organ najwyższy, w jego skład wchodzą szefowie państw i rządów. Rozpatruje najważniejsze kwestie dotyczące działalności wspólnoty, określa strategię, kierunki i perspektywy rozwoju organizacji, a przede wszystkim kierunki integracji. Podejmuje decyzje, które są skierowane na realizację tych zadań. Posiedzenia 2 razy do roku, a na poziomie szefów państw nie mniej niż raz do roku. W czerwcu 2005 roku na przewodniczącego Rady został wybrany Aleksander Łukaszenko.
2. Komitet Integracyjny – jest to stale działający organ, w jego skład wchodzą zastępcy szefów rządów. Zadania tego organu to: zapewnienie współpracy między wszystkimi organami wspólnoty, opracowywanie tematów spotkań szefów rządów lub szefów państw, a także kontrola nad realizacją przyjętych decyzji – przede wszystkim przez Radę Międzypaństwową. Spotkania Komitetu Integracyjnego odbywają się co najmniej 4 razy w roku. Przy Komitecie działa także sekretariat, którego zadaniem jest przekazywanie informacji i organizacja techniczna, ma on 2 siedziby: w Moskwie (2/3 ludzi) i w Ałmaty. Oprócz sekretariatu działa także Komisja Stałych Przedstawicieli – stali przedstawiciele wyznaczani przez premierów, spotykają się w przerwach między spotkaniami Rady Międzypaństwowej i Komitetu Integracyjnego.
3. Zgromadzenie Międzyparlamentarne – organ, który zajmuje się współpracą z parlamentami państw członkowskich i rozpatruje zagadnienia dotyczące zbliżenia, unifikacji i ustawodawstwa państw członków. W skład wchodzą osoby wybierane wśród deputowanych parlamentarzystów państw członków. Obecnie to 70 osób – 28 z Rosji, po 14 z Białorusi i Kazachstanu i po 7 z Kirgistanu i Tadżykistanu (przed wstąpieniem do organizacji Uzbekistanu). Siedziba w Sankt Petersburgu.
4. Sąd Wspólnoty – rozpatruje przede wszystkim spory gospodarcze między członkami i spory powstałe w wyniku przyjętych decyzji i ich realizacji.

## Główne kierunki działań
- współpraca w dziedzinie polityki transportowej, starają się wypracować wspólną taryfę i wspólną politykę transportową oraz stworzyć tzw. transportowe korporacje
- sektor energetyczny: wspólne wydobycie zasobów energetycznych na terenie Azji Środkowej oraz polepszenie w dostarczaniu energii do wszystkich odbiorców na jej terenie (tereny górzyste)
- migracja pracowników: ustanowienie zaplecza socjalnego, na terenie wspólnoty zapewnienie ludziom służby zdrowia itd. Walka z patologiami migracji. Rozwiązanie problemu podatków płaconych przez pracowników i pracodawców
- rolnictwo: wspólna polityka rolna i ukształtowanie wspólnego rynku rolnego, ograniczenie kosztów transportu, przechowywania i sprzedaży artykułów rolnych
- Rada Biznesowa: organizacja niekomercyjna, wewnętrzna EaWG, powołana przez Rosję. Ma na uwadze przyciągnięcie przedsiębiorców i przemysłowców do Azji Środkowej, współpracę między branżami i zakładami. Integracja tych największych firm na terenie EaWG. Ma ona przedstawicielstwa w Kazachstanie i Kirgistanie, a w jej skład wchodzą przedstawiciele biznesu wszystkich państw członkowskich.

## Budżet EaWG
Budżet Euroazjatyckiej Wspólnoty Gospodarczej opracowywany jest przez Komitet Integracyjny i zatwierdzany przez Radę Międzypaństwową.
Podział składek:
- przed przystąpieniem Uzbekistanu: 40% Rosja, po 20% Białoruś i Kazachstan i po 10% Kirgistan i Tadżykistan,
- po przystąpieniu Uzbekistanu: 40% Rosja, po 15% Białoruś, Kazachstan i Uzbekistan i po 7,5% Kirgistan i Tadżykistan.